# Xop-Bot
El Xop-Bot fou un grup d'artistes i intel·lectuals present a Lleida al tombant del segle xx. No va ser un grup d'artistes arquetípic, sinó que era més aviat un cenacle, una societat de filantrops i representants de les elits locals sense reglament escrit, que funcionava a partir de la companyonia, el respecte mutu i la discreció. Aquest grup es va fundar al voltant de 1898 de la mà de Magí i Jaume Morera, i la seva activitat es va allargar fins que el front de la Guerra Civil va encallar-se a Lleida l'any 1938. El nucli inicial del Xop-Bot estava format per 14 persones, totes elles figures destacades de la societat i la cultura de Lleida: Segons Miquel Roig Nadal, el nucli fundador del Xop-Bot era configurat per Magí i Jaume Morera, Joan Bergós, Salvador Revés, Trinitat Font, Bonaventura Alsina, Josep Murillo Domingo, Marcel·lí Fernández, Manel Álvarez Llinàs, Francesc Bañeres, Josep Plana Castillo, Josep Ramos, Enric Borràs i dues persones més. Els seus integrants eren figures molt destacades del panorama social, polític, cultural i artístic de la ciutat, que ocupaven posicions clarament dominants en aquests àmbits i estaven consolidats com a elits locals, amb un gran poder d'influència sobre el seu entorn. La filantropia i la possibilitat de deixar anar sense restriccions la seva vessant més creativa en un entorn controlat eren els principals fonaments del Xop-Bot, un col·lectiu que malgrat tot, aconseguí fer-se un lloc a l'imaginari lleidatà principalment gràcies al secretisme que banyava l'entitat i l'admiració que despertaven els seus membres, que sense pretendre-ho aconseguiren que aquesta iniciativa fos vista amb certa veneració per la societat lleidatana.

## Membres
Fou un grup que s'anà renovant —servint-se de mètodes extravagants i suposadament banyats de prudència i secretisme a mesura que algun dels socis era baixa. Bergós explica el procediment de votació de les noves incorporacions al grup: els mateixos membres eren els que suggerien candidats, els quals eren sotmesos a una votació secreta que calia que resultés en unanimitat a favor. Un cop verificat el complet acord, es feia arribar la proposta d'admissió al grup a la persona escollida, que teòricament desconeixia que era objecte d'interès del Xop-Bot fins aquell moment.
Aquest sistema es va mantenir fins al moment de la mort de Magí Morera, quan el Xop-Bot comptava amb nou socis i els vuit que restaren després del traspàs del poeta acordaren no trobar-li persona substituta i reduir el nombre de membres del col·lectiu a només vuit a partir d'aquell moment. A més, el grup comptava amb tres membres d'honor: l'enginyer del Canal d'Urgell Francesc Mir, el poeta Jaume Agelet i Garriga i el musicòleg i instrumentista Emili Pujol; mentre que les dones hi tenien completament vetat l'accés a excepció de la revetlla de Sant Joan, quan se celebrava una trobada on es comptava amb la presència de les esposes dels socis i altres dones que haguessin pogut ésser-hi convidades.

## Història
La història del Xop-Bot es pot estructurar en dues fases a partir de les dues seus on romangué instal·lat. La primera fou als baixos d'una casa amb eixida de la família Morera situada a l'antic carrer dels Caputxins de Lleida, prop del carrer del Sant Crist i del traçat de la muralla de la ciutat al passeig de Boters. Tot i mencionar precisament aquest carrer com a punt de referència, Roig Nadal situa aquesta casa una mica més al sud, entre els actuals carrers del Governador Montcada i d'Isabel II, però en tot cas, aquesta fou la seu dels primers temps del Xop-Bot fins a l'any 1909, quan es traslladà a una torre també propietat dels Morera i llavors situada als afores de la ciutat, que Jaume Morera havia utilitzat com a estudi abans d'instal·lar-se a Madrid. Roig Nadal identifica clarament aquesta torre com la construcció solitària que s'aixecava gairebé a l'extrem occidental del camí de barri, una via que a principis del segle XX unia els peus del turó de Gardeny des del carrer de Ramon Soldevila. Actualment, aquesta zona està definida per les avingudes de Madrid i de l'alcalde Areny, i el Xop-Bot se situaria al flanc occidental d'aquests vials, aproximadament a l'indret actualment ocupat per la plaça d'Utxesa. Deixant de banda dependències de serveis, cuina i masoveria, aquesta seu del Xop-Bot tenia dues sales, una —l'antic estudi de Jaume Morera— que habitualment era emprada com a menjador i espai de tertúlia; l'altra —la sala de lectura— era un indret més íntim, pensat com una zona de quietud i treball pels socis i convidats. Ambdós espais s'obrien al jardí —presidit per una característica font— amb grans finestrals, essent aquest l'escenari de les xopbotades quan feia bon temps.
Des que el Xop-Bot va establir-se en aquest indret, l'interior de l'edifici es va convertir progressivament en una cambra de meravelles curulla de llibres, peces artístiques creades a l'abric d'aquest col·lectiu i objectes de valor lleidatanista recuperats pels socis, que també enriquiren l'espai amb records de tota mena portats dels seus viatges. Les fotos i postals conservades de l'interior del Xop-Bot revelen un espai marcat per l'horror vacui llavors tant en voga, i han col·laborat a petrificar en l'imaginari col·lectiu la visió d'una sala farcida d'objectes de tota mena sense ordre aparent, presidida per una gran xemeneia decorada amb ceràmica amb el nom de l'entitat, les dates de fundació i establiment en aquell indret i el lema xopbotista:
| « | sense un caliu l'esprit no viu; ni'l cos | » |

Així doncs, la vida d'aquesta societat es va construir a base de trobades i tertúlies protagonitzades per les elits locals de l'època, evitant qualsevol filtració fora de la seu del Xop-Bot i procurant mantenir-se aliena a tota qüestió política. No obstant això, el perfil d'alguns dels seus socis feia difícil que l'hermetisme del Xop-Bot respecte als afers polítics —s'havia acordat que a l'interior del Xop-Bot no es fes política— fos complet. Sense anar més lluny, Antoni Bergós —amb la complicitat de Romà Sol— va ocultar a Ferran Valls i Taberner durant unes hores a la seu del Xop-Bot, quan aquest el va visitar amb motiu de l'elaboració d'un document reservadíssim que es faria arribar a mans del Sant Pare, en el qual se li posava en relleu la persecució que l'Església portava a terme contra la cultura catalana. El gest de Bergós, no obstant, no va evitar que Valls i Taberner fos detingut hores més tard, en baixar del tren a Barcelona.
Poc després de l'esclat de la Guerra Civil, la seu del Xop-Bot va ser requisada a instàncies del llavors professor auxiliar de dibuix a l'institut i a les escoles normals de mestres, Aureli Vicén Vila. Segons Bergós, Vicén Vila va suggerir a la UGT i als socialistes que calia protegir el Xop-Bot en tant que acollia un tresor artístic, de tal manera que es canviaren els panys de les portes de la torre i Vicén Vila s'hi instal·là per custodiar-lo. Tanmateix, el setembre del mateix 1936, Bergós inicià les gestions per recuperar aquell indret, les quals foren resoltes amb celeritat tant “per la bona disposició d'aquells que tenien la paella pel mànec; i també, en part, pel meu prestigi personal —que m'havia guanyat a pols—”. Un cop recuperats els drets sobre el Xop-Bot, es decidí fer una renovació de pràcticament tots els membres de la societat, incorporant figures de perfil discret tant pel bàndol nacional com republicà per constituir una “muralla humana […] promesa de continuïtat en el «Xop-Bot», puix s'hi havien d'estavellar totes les escomeses que volguessin abatre'l, com així succeí no poques vegades”. Malgrat els esforços per mantenir viu el grup, el moment històric no resultava favorable per aquella mena d'iniciatives i, un cop el front de la contesa es va concentrar a les ribes del Segre i a les portes de la ciutat, la zona on s'aixecava la torre dels Morera fou bombardejada, destruint aquell indret i els pocs béns que hi romanien després dels múltiples saquejos que s'hi havien efectuat.
El Xop-Bot va desaparèixer amb la Guerra Civil, i fins i tot Antoni Bergós fou acusat de maçoneria per haver participat en les tertúlies d'aquell cenacle. No obstant això, poc temps després i ja en ple primer franquisme, una variant perversa de l'esperit del Xop-Bot va revifar i va prendre la forma d'un lobby patinat amb el leridanismo més ranci, el Caliu Ilerdenc. La societat resultant fou un veritable i efectiu grup de pressió que va aconseguir influir en la vida política lleidatana al llarg de pràcticament tot el franquisme, servint-se de formes molt semblants a les emprades pel Xop-Bot —el lema de l'entitat és exactament el mateix, les dones també estan vetades a les “caliuades” excepte la del mes de maig, etc.— però amb una voluntat completament oposada als principis d'aquell cenacle nascut gairebé mig segle abans amb la voluntat d'ésser un oasi hermètic on deixar eclosionar la creativitat de membres i convidats.

## Activitats
L'activitat principal del Xop-Bot eren les xopbotades, reunions periòdiques de tots els seus membres amb la intenció de celebrar petites competicions de caràcter literari, restringides al si del grup, que culminaven amb un àpat col·lectiu. No obstant això, l'activitat del grup no es limitava a l'àmbit literari, sinó que també es realitzaven accions de preservació de tot allò que els socis consideraven que tenia valor en clau lleidatana, des de la recopilació d'elements propis de la cultura popular —ja fos tangible com intangible— fins a la recol·lecció de restes arqueològiques. Tanmateix, amb el pas del temps la vessant literària de les xopbotades es va anar diluint, i els socis es trobaven a la seu del Xop-Bot per realitzar-hi tertúlies de tota mena, que es combinaven amb altres activitats d'estudi o creació, les quals mai transcendien més enllà de l'escenari on se celebraven aquestes vetllades. D'aquesta manera, el Xop-Bot era una mena d'oasi hermètic on la creativitat dels socis es podia deixar córrer sense entrebancs, amb la seguretat que res del que es gestava en aquell indret arribaria al domini públic.
No obstant això, la vida del Xop-Bot no es reduïa a l'activitat dels seus socis, sinó que de fet, aquest cenacle és especialment conegut per l'extens elenc de convidats que compartiren vetllades amb els membres regulars del col·lectiu. Entre aquests hi abundaren els artistes, com per exemple Baldomer Gili i Roig, Ramon Borràs Vilaplana —que dissenyà un exlibris per l'entitat—, Prudenci Murillo, Xavier Gosé, Francesc d'Assís Galí i Fabra, Fèlix Font, Enric Granados o Ricard Viñes. De fet, les visites de Ricard Viñes al Xop-Bot —cèlebre és la realitzada junt amb Déodat de Séverac— són dels actes vinculats a aquest col·lectiu més ben documentats.